# Simon Demetz
Simon Demetz (* 15. März 1966) ist ein früherer italienischer Biathlet.
Simon Demetz gehörte Ende der 1980er und zu Beginn der 1990er Jahre zu einer Generation italienischer Biathleten, die die Weltspitze in diesem Sport mitbestimmten. Seine erste internationale Meisterschaft bestritt er bei den Biathlon-Weltmeisterschaften 1987 in Lake Placid, wo er 22. des Einzels wurde. 1989 belegte er in Feistritz gemeinsam mit Werner Kiem, Wilfried Pallhuber und Hubert Leitgeb als Viertplatzierter im Mannschaftswettbewerb um einen Rang eine Medaille verpasste. Zwei Jahre später gewann er mit Hubert Leitgeb, Gottlieb Taschler und Wilfried Pallhuber in Lahti den Titel in diesem Wettbewerb. Bei der Eröffnungsfeier zu den Biathlon-Weltmeisterschaften 2007 in Antholz trug er bei der Eröffnungsfeier die Fahne mit seinen früheren Mannschaftskameraden Werner Kiem, Hubert Leitgeb, Wilfried Pallhuber, Johann Passler und Andreas Zingerle ins Stadion.

## Einzelbelege
1. ↑  http://www.neveitalia.it/sport/biathlon/atleta/demetz-simon
2. ↑  Aufmarsch der „Legenden“ in Antholz (Seite nicht mehr abrufbar, festgestellt im Mai 2019. Suche in Webarchiven)  Info: Der Link wurde automatisch als defekt markiert. Bitte prüfe den Link gemäß Anleitung und entferne dann diesen Hinweis.

| Personendaten    | Personendaten          |
| ---------------- | ---------------------- |
| NAME             | Demetz, Simon          |
| KURZBESCHREIBUNG | italienischer Biathlet |
| GEBURTSDATUM     | 15. März 1966          |